# 上園信武
上園信武（うえぞの のぶたけ、1958年3月30日 - ）は、日本の数学教師、代々木ゼミナール講師。主に九州で活動している。

## 経歴
昭和33年3月30日生まれ　鹿児島県肝属郡吾平町麓（現鹿屋市）出身
昭和51年3月：鹿児島県立鶴丸高等学校卒業
昭和55年3月：九州大学理学部数学科（計画数学専攻）卒業
昭和55年4月：鹿児島県立鹿屋高等学校教諭
昭和59年4月：鹿児島県立沖永良部高等学校教諭
昭和63年4月：代々木ゼミナール講師
平成11年4月：池田学園池田高等学校教諭
平成13年4月：代々木ゼミナール小倉校、福岡校、熊本校講師
平成25年4月：YSAPIX（代々木ゼミナール系列現役専門塾）西小倉校、西新校、新水前寺校講師
平成27年5月：あゆみ学院（サテライト予備校部）開講

## 著作物
- 大学入試問題正解（旺文社）
- 赤本（教学社）
- 傾向と対策（旺文社）
- 基礎数学問題精講1A、2B、3（旺文社）